# Élia Pulquéria
Élia Pulquéria (em latim: Aelia Pulcheria; 19 de janeiro de 399 — 453) foi uma imperatriz-consorte romana do oriente, esposa do imperador Marciano. Ela era a segunda filha do imperador Arcádio e de sua esposa Élia Eudóxia, irmã de Flacila, que nasceu em 397 e que acredita-se ter morrido jovem. Pulquéria era ainda irmã de Arcádia, nascida em 400, Teodósio, que seria imperador, e Marina, ambos nascidos em 401.
Quando seu pai faleceu, em 408, seu irmão foi elevado ao trono no Império Romano do Oriente como Teodósio II aos sete anos de idade. Em 4 de julho de 414, Pulquéria, então com quinze anos, foi proclamada regente do irmão, que tinha treze, se auto-proclamou augusta e imperatriz romana do oriente. De acordo com o historiador Sozomeno em sua "História Eclesiástica", Pulquéria fez um voto de virgindade quando se tornou augusta e suas irmãs a seguiram. Teodósio II morreu em 26 de julho de 450 e Pulquéria se casou com Marciano em 25 de novembro do mesmo ano. Ele e a imperatriz foram proclamados imperador e imperatriz do Império Romano do Oriente. Três anos mais tarde, no mês de julho, Pulquéria faleceu. Ela foi posteriormente proclamada santa pela Igreja.
Pulquéria é conhecida por ter sido muito poderosa durante o reinado do irmão como imperador. Ela também era bastante influente nos assuntos da igreja e nas práticas teológicas de sua época, incluindo políticas contra o paganismo romano, a construção de igrejas e o debate sobre o título mariano de Teótoco ("Mãe de Deus"), que inflamou a controvérsia nestoriana e culminou no Primeiro Concílio de Éfeso em 431.

## Primeiros anos
Pulquéria nasceu na Casa real de Teódosio, uma dinastia do final do Império Romano que governava em Constantinopla. Como Pulquéria, sua era também muito poderosa e exercia grande influência sobre a igreja, mas não tanto quanto a filha um dia. O reinado de Arcádio foi marcado pelo conflito entre sua esposa e o arcebispo de Constantinopla, João Crisóstomo, entre 398 e 404. Sozomeno alega que muito da rivalidade se baseava numa estátua decorada feita para homenagear Eudóxia e que Crisóstomo condenou: "A estátua de prata da imperatriz...foi colocada numa coluna de pórfiro e o evento foi celebrado com ruidosas aclamações, danças, jogos e outras manifestações de alegria públicas...João declarou que tudo isto desonrava a igreja". Ainda de acordo com ele, João também condenou a imperatriz pelo estilo grandioso de seu governo durante seus sermões na igreja, o que enfureceu Eudóxia e terminou com a expulsão do patriarca. Posteriormente, Pulquéria traria de volta os restos de Crisóstomo e os transformou em relíquias para igreja como forma de agradecer-lhe postumamente por sua vida piedosa. Eudóxia morreu em 404 e Arcádio, em 408. O imperador deixou quatro filhos, inclusive o jovem Teodósio, que tinha sete anos de idade. O menino foi feito imperador imediatamente após a morte do pai e dois prefeitos pretorianos foram selecionados como regentes, um chamado Antêmio e outro, Antíoco. Seis anos depois, a própria Pulquéria assumiria a função.

## Guardiã do imperador
Em 412, Pulquéria convenceu o irmão a dispensar Antíoco, que servira lealmente como regente até então, e se encarregou pessoalmente da família imperial. Logo em seguida, o palácio passou a ter um clima mais monástico do que antes, quando era dirigido pela mãe. Sozomeno descreve a vida piedosa de Pulquéria e das irmãs da seguinte forma: "Elas perseguiam o mesmo modo de vida; elas eram assíduas em suas idas à igreja e dedicavam muita caridade a estranhos e pobres... e passavam os dias e as noites juntas, cantando e louvando a Deus". Os rituais no palácio também incluíam cantos e a recitação de passagens das escrituras, além de jejuns duas vezes por semana. As irmãs eram conhecidas por terem se livrado das jóias e roupas luxuosas usadas pela maioria das mulheres da corte imperial no passado. Pulquéria também se encarregou de dar todo o treinamento necessário para que Teodósio se tornasse um imperador de sucesso quando tivesse idade. A influência da irmã era tão profunda que ela pode ser considerada uma co-regente do império até a sua morte em 453. O treinamento de Pulquéria incluía "...como um imperador deveria andar, cavalgar, sozinhou ou em procissão; como ele deveria se sentar no trono: como ele deveria vestir sua armadura e vestes imperiais; e como falar com dignidade. De forma nenhuma ele deveria rir alto...". Pulquéria treinou o irmão não apenas nas habilidades imperiais, mas também o ensinou como ser um líder cristão piedoso. Quando Teodósio finalmente alcançou a maioridade, ele, segundo muitos historiadores, ignorou tudo o que aprendeu da irmã. "Ele era naturalmente gentil, afável e fácil de lidar.. Ele não era apenas tolo; ele era descuidado e geralmente negligenciava seus deveres na administração do império". Esta falta de poder exemplificado por Teodósio levou Pulquéria a ter um papel de autoridade e influência muito maior do que se esperaria na gestão do império.

### Voto de virgindade
Na mesma época que Pulquéria se auto-proclamou guardiã do irmão, ela também fez um voto de castidade juntamente com as irmãs. A razão pode ter sido sua virtude profundamente espiritual, como conta o relato de Sozomeno: "Ela dedicou sua virgindade a Deus e instruiu as irmãs a fazerem o mesmo. Para evitarem o escândalo e oportunidades de intriga, ela proibiu a entrada de homens em seu palácio. Confirmando sua resolução, ela tomou Deus, os sacerdotes e todos os súdios do Império Romano como testemunhas...". Outro também descreveu a sua profunda piedade. O papa Leão I, um contemporâneo de Pulquéria, escreveu para a imperatriz elogiando-a por seus hábitos religiosos e pelo desprezo que ela tinha pela heresia. É possível também que Pulquéria possa ter tido outros motivos para fazer o voto. De acordo com Sozomeno, Sócrates Escolástico e Teodoreto, a imperatriz tinha um grande desprezo por Antêmio, o antigo guardião de Teodósio e a razão pode ter sido o desgosto que ele tinha pelo imenso poder que ela detinha nos assuntos do império e a relutância dela em permitir que ele conquistasse mais poder na corte imperial. Um historiador mais recente, Kenneth Holm, afirma que Antêmio teria tentado criar laços familiares entre ele e a família imperial. Pulquéria então se viu numa posição onde ela poderia ter entregado o poder para um potencial marido, pois quando uma mulher na corte se casava, ela entregava ao marido tudo o que tinha. Assim, para que ela pudesse manter seu poder na corte romana, ela não poderia se casar.

## Augusta
Em 414, o senado concedeu o título de augusta a Pulquéria. A partir daí, a imperatriz passou a deter ainda mais poder e, mesmo sendo uma mulher, era tratada como igual por outros homens poderosos da época. No senado em Constantinopla estava um busto em sua homenagem juntamente com o de outros augusti.

### Religião e os judeus
Muitos eventos importantes ocorreram durante o seu período como augusta e o reinado de seu irmão como imperador; porém, a influência de Pulquéria foi utilizada principalmente nos assuntos da Igreja. Ela e o irmão eram conhecidos por sua aversão aos judeus e ambos começaram a proclamar leis contra o judaismo na cidade de Constantinopla. Antes do reinado de Teodósio II, sinagogas existiam em propriedades privadas e eram protegidas pelo governo. O novo imperador então proibiu a construção delas e exigiu a destruição de todas as que já existiam. Pulquéria e Teodósio também ordenaram que um grupo de judeus fosse executado após uma altercação com cristãos na Palestina. Diz Kenneth Holum que "Pulquéria há muito tinha um ódio especial pelos judeus e pela heresia nestoriana que parecia, na época, ser de origem judaica.".
Por outro lado, ela era também conhecida por suas atividades filantrópicas também. A imperatriz construiu muitas igrejas na capital e nas redondezas, além de diversos edifícios para os pobres da cidade. Segundo Sozomeno, "tomaria muito tempo descrever todas as igrejas que Pulquéria construiu, e também os hospitais e pousadas para os pobres". Seus projetos foram tão vastos em Constantinopla que um distrito inteiro foi batizado em sua homenagem, o Pulcherianai. Além disso, Pulquéria também contribuiu significativamente para a igreja. O papa Leão I descreve as contribuições da imperatriz em uma carta para ela, "...toda a Igreja Romana lhe é muito grata por todas as obras de tua fé, seja por ajudar nossos enviados em todas as formas com devotada afeição ou por ter trazido de volta os bispos católicos que foram expulsos de suas igrejas por sentenças injustas ou ainda por ter trazido de volta para a igreja que ele tão bem governou, com a honra adequada, os restos de Flaviano, de sagrada memória, um inocente e um bispo católico".

### Guerra contra a Pérsia
O governo de Pulquéria também foi marcado pela guerra contra a Pérsia Sassânida, que foi incitada pela imperatriz quando o xá Isdigerdes I executou um bispo cristão que destruiu um altar zoroastriano. "Prontos para fazer qualquer coisa pelo bem do cristianismo" foi como Sozomeno descreveu o espírito de fanatismo que permeava o exército enviado por Teodósio sob a influência da irmã. Os romanos terminaram vitoriosos em sua invasão à Périsa e, de acordo com os historiadores, Teodósio atribuiu a vitória ao voto de castidade da irmã. Teodósio transformou o voto de castidade de Pulquéria numa poderosa ferramenta de propaganda, fazendo crer que, por causa do voto da irmã, a mão de Deus ajudaria as tropas romanas nos combates contra a Pérsia.
Contudo, o poder de Pulquéria aumentaria ainda mais depois da morte de Teodósio II.

### Élia Eudócia e auto-exílio
A relação entre Pulquéria e Élia Eudócia, a esposa de Teodósio II, foi difícil. As duas mulheres desenvolveram uma rivalidade entre si ao longo dos anos que se baseava no histórico e nas crenças religiosas de cada uma, apesar do fato de ter sido Pulquéria quem arranjou o casamento entre os dois. Quando Teodósio tinha vinte anos, Pulquéria tentou encontrar uma noiva para ele, mas o irmão era muito específico sobre que tipo de esposa ele queria: "Eu quero que você me encontre uma garota jovem, muito, muito graciosa, a mais bela já vista em Constantinopla, de família real ou patrícia. E se ela não for maravilhosamente bela, não tenho utilizada para ela, não importa o quão real ou rica ela seja. Mas quem quer que seja o pai dela, se ela for virgem e muito bela de se olhar, eu a aceitarei". Pulquéria varreu o império atrás de uma candidata e encontrou finalmente Eudócia, que se chamava originalmente Athenais. Nascida em Atenas, seu pai era um filósofo grego e um professor de retórica. Quando o pai dela morreu, ele a deixou com poucos meios para sobreviver, apenas uma centena de moedas de ouro". Eudócia então foi até uma tia em Constantinopla em desespero e se decidiu que a jovem iria até a imperatriz Pulquéria para fazer uma petição pela sua fortuna perdida. Pulquéria viu em Eudócia a esposa que ela queria para o irmão. Em 7 de junho Teodósio se casou com Athenais, que mudou seu nome para Eudócia. A rivalidade entre as duas mulheres foi influenciada pelos ciúmes de Eudócia em relação ao poder que Pulquéria detinha sobre a corte. Juntos, Eudóxia e um eunuco da corte, Crisáfio, convenceram Teodósio a se apoiar menos na influência da irmã e mais na esposa, o que fez com que Pulquéria deixasse o palácio para viver em ...Hebdomo, um porto a dez quilômetros de Constantinopla". A rivalidade finalmente chegou ao ponto máximo quando Eudócia partiu para a Terra Santa e abraçou abertamente o nestorianismo.

## Imperatriz

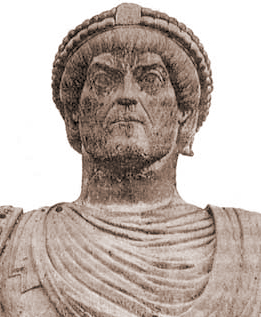
Imperador Marciano, marido de Pulquéria.

Em 450, durante uma caçada a cavalo, Teodósio II caiu e machucou a coluna, morrendo dois dias depois. Pulquéria voltou para a corte e lutou abertamente com Crisáfio pelo poder. Por cerca de um mês depois da morte de Teodósio, ela reinou sobre o império sozinha e assume-se que a maior parte de suas atividades era a organização do funeral público do irmão. Embora Pulquéria fosse respeitada por sua autoridade em Roma, o senado não deixaria uma mulher governar sozinha o império. Por isso, Pulquéria foi forçada a se casar e dividir o poder com um marido, apesar de seu voto de castidade. Como ela era augusta, acreditava-se que ela já tinha percorrido os rituais necessários para fazê-lo. Seu marido se chamava Marciano era um tribuno de origem ilíria e um aliado do general germânico Áspar. Sua formação era muito mais civil do que outros imperadores do passado, "...era um homem de pouca substância, sem nenhum sangue aristocrático ou imperial. Ele era romano, porém, e, assim, o laço de 'kedeia' de imediato garantia a eligibilidade para 'basileia'". Como condição para o casamento estava a obrigação de Marciano de obedecer e respeitar o voto de castidade de Pulquéria, o que ele fez. Contudo, para que o casamento não parecesse escandaloso para os romanos, a Igreja proclamou que "o próprio Cristo patrocinou a união e que, portanto, ela não deveria provocar choque ou suspeitas injustificadas". A maior parte do reinado de Marciano e Pulquéria foi marcado por conflitos religiosos, como o nestorianismo e o Concílio de Calcedônia. Os resultados do Concílio de Éfeso, mesmo tendo ocorrido durante do reinado de Teodósio, reverberaram durante o reinado de Marciano e Pulquéria.

## Conflitos na Igreja
O Concílio de Éfeso ocorreu no final do reinado de Teodósio, em 431, e teve como protagonistas dois bispos. Nestório, que era arcebispo de Constantinopla, e Cirilo, patriarca de Alexandria. O conflito entre eles foi descrito assim pelo historiador Averil Cameron: "O tema era se e, se sim, como, Cristo teria duas naturezas; os monofisistas acreditavam que ele tinha apenas uma natureza divina, enquanto que Nestório - e os nestorianos depois dele - enfatizavam a humana". Nestório era um defensor da diminuição do papel da "Mãe de Deus" (Teótoco) na Igreja, o que imediatamente o colocou em conflito com os valores religiosos de Pulquéria, a "imperatriz virgem", e uma rivalidade entre os dois imediatamente tomou forma. Subestimando o poder de Pulquéria, Nestório começou uma campanha difamatória contra ela: "Ele implicou que ela gozava de relações sexuais ilícitas com pelo menos sete amantes. Ele também não assentiu à exigência dela de ser lembrada nas orações como a 'noiva de Cristo' uma vez que ela teria sido 'corrompida pelos homens'. Mais ofensivo de tudo, ele obliterou a imagem dela, que ele removeu do altar; e ele se recusou a utilizar os robes [da imperatriz] como toalhas de altar". A imperatriz imediatamente mandou depor Nestório e um aliado seu, Eusíbio, oficial da corte, apresentou um documento anônimo que alegava que Nestório era culpado de heresia. Enquanto isso, Cirilo de Alexandria já tinha publicamente condenado Nestório e escreveu para a corte na tentativa de convencê-la de que a doutrina da Teótoco estava correta. Nestório então pediu um concílio para avaliar a questão.
Desde o princípio, o concílio foi marcado pela influência poderosa de Cirilo e Pulquéria, "o concílio pendeu fortemente para o lado dos cirilianos, uma vez que eles haviam 'plantado' alexandrinos brutos para importunar os nestorianos. Eles empurraram o embaixador do imperador e os bispos nestorianos para fora da sessão e declararam Nestório herético". Com o concílio empacado, sem conseguir chegar numa conclusão, Teodósio tomou a decisão por eles. Por influência de Pulquéria, ele julgou a favor de Cirilo que o título de Teótoco era ortodoxo, mandou ler o decreto de Cirilo depondo Nestório na Grande Igreja e enviou-o para um mosteiro em Antioquia.
Este concílio seria decisivo para que, posteriormente, Pulquéria e Marciano convocassem um outro concílio em Éfeso para resolver uma disputa sobre a importância da Teótoco, o Segundo Concílio de Éfeso em 449, claramente pró-monofisista. Desta vez, o papa Leão I era o principal advogado do lado de Pulquéria, "...enviando uma longa carta ao arcebispo Flaviano de Constantinopla, na qual ele defendia as duas naturezas [de Cristo], mas questionava a legalidade da recente condenação de um tal Eutiques por negá-las. Ao ouvir isso, Dióscoro, o sucessor de Cirilo, que acreditava que Eutiques já havia renunciado antes à heresia conseguiu reverter a situação. Leão imediatamente pediu que fosse realizado um outro concílio e chamou este, realizado em Éfeso também, o 'Latrocínio de Éfeso'". Durante este concílio, Flaviano foi agredido e, já muito idoso, terminou morrendo por conta dos ferimentos. Ele foi canonizado e proclamado mártir.
O texto final do Concílio de Calcedônia, de 451, foi assinado por 452 bispos e condenou as doutrinas de Nestório e Eutiques e teceu uma doutrina que era o desenvolvimento do pensamento tanto de Cirilo quanto de Leão, tornando a doutrina da Teótoco ortodoxa. O historiador Avril Cameron explica o que significou este concílio: "Ele desenvolveu e clarificou o Credo de Niceia, segundo o qual Deus era o Pai, o Filho e o Espírito Santo, ao proclamar além disso que ele era, por todo o tempo depois da encarnação, totalmente divino e totalmente humano...". Em paralelo a estes concílios, Pulquéria devotou sua vida à Teótoco e mandou construir três igrejas em Constantinopla dedicadas à Virgem Maria. Elas eram a Igreja da Hodegetria, a Igreja de Santa Maria de Blaquerna e a Teótoco de Calcoprateia.

## Morte
Não se sabe o dia da morte de Pulquéria, mas sabemos que ela faleceu no ano de 453. Não há menção também sobre causa de sua morte, mas assume-se que ela tenha morrido de causas naturais, pois ela já tinha mais de cinquenta anos, uma idade avançada para a época. Apesar disso, a morte de Pulquéria foi um choque para o povo de Constantinopla: "A menção de sua morte nas crônicas confirma que seu falecimento, assim como o de sua irmã Flacila, foi como um terremoto na cidade dinástica. Ao contrário de Eudócia [esposa do finado Teodósio], ela viveu toda sua vida em Constantinopla e nos seus subúrbios, formando um laço com seu povo que nem mesmo a morte pôde cortar". Mesmo na morte, Pulquéria pensou numa forma de ajudar os pobres da capital, pois "em seu testamento, ela reforçou este laço ao instruir que toda a sua riqueza deveria ser distribuída aos pobres...". Depois da morte, Pulquéria foi canonizada pela Igreja.